# Список наград и номинаций мультфильма «Мальчик и птица»
«Ма́льчик и пти́ца» (яп. 君たちはどう生きるか) — полнометражный японский аниме-фильм 2023 года, основанный на одноимённой книге Ёсино Гэндзабуро. Фильм был снят студией Studio Ghibli и распространён компанией Toho. Режиссёром и сценаристом аниме-фильма выступил Хаяо Миядзаки. В озвучивании мультфильма приняли участие Сома Сантоки, Масаки Суда, Ёсино Кимура, Такуя Кимура, Сёхэй Хино, Ко Сибасаки, Аймён, Каору Кобаяси, Дзюн Кунимура и Кэйко Такэсита. По сюжету, мальчик по имени Махито Маки обнаруживает заброшенную башню в своём новом городе и попадает в фантастический мир с говорящей серой цаплей.
Премьера аниме-фильма в Японии состоялась 14 июля 2023 года, в России — 7 декабря, а в мировой прокат фильм вышел 8 декабря того же года. Аниме-фильм собрал 294,2 млн долларов США, по данным портала Film.ru — 304,8 млн долларов, заняв пятое место в списке самых кассовых фильмов Японии, а также третье место в списке 100 лучших аниме-фильмов согласно журналу Paste. На сайте-агрегаторе рецензий Rotten Tomatoes аниме-фильм получил рейтинг одобрения 97 % на основе 267 отзывов со средней оценкой 8,9/10. Сайт-агрегатор Metacritic присвоил фильму 91 балл из 100 на основе 55 отзывов, что соответствует статусу «преимущественно положительные отзывы».
Аниме-фильм был удостоен множества наград и номинаций в различных категориях, особенно благодаря музыке, написанной Дзё Хисаиси. На 96-й церемонии вручения премии «Оскар», Хаяо Миядзаки и Тосио Судзуки победили в категории «Лучший анимационный полнометражный фильм», вновь получив данную награду после фильма «Унесённые призраками» (2001). На 81-й церемонии вручения премии «Золотой глобус», аниме-фильм победил в категории «Лучший анимационный полнометражный фильм», при этом Дзё Хисаиси получил номинацию в категории «Лучшая музыка к фильму». На 77-й церемонии вручения премии BAFTA Миядзаки и Судзуки победили в категории «Лучший анимационный фильм», что стало первым случаем, когда фильм на японском языке был номинирован и получил данную награду. На 51-й церемонии вручения премии «Энни», Миядзаки победил в категории «Лучшая раскадровка в анимационном полнометражном фильме», а Такэси Хонда в категории «Выдающиеся достижения в области анимации персонажей». Фильм также получил премию «Спутник» в категории «Лучший анимационный фильм». Кроме того, Национальный совет кинокритиков включил данный фильм в десятку лучших фильмов 2023 года.

## Награды и номинации
| Наименование награды / премии                            | Дата церемонии вручения | Категория                                                 | Получатель                    | Результат    | Источник             |
| -------------------------------------------------------- | ----------------------- | --------------------------------------------------------- | ----------------------------- | ------------ | -------------------- |
| Награда кинофестиваля в Торонто                          | 17 сентября 2023        | «Приз зрительских симпатий»                               | «Мальчик и птица»             | Третье место | [ 18 ]               |
| Награда Амстердамского фестиваля фантастических фильмов  | 4 ноября 2023           | Премия «Серебряный крик»                                  | «Мальчик и птица»             | Победа       | [ 19 ]               |
| Премия общества кинокритиков Нью-Йорка                   | 30 ноября 2023          | «Лучший анимационный фильм»                               | «Мальчик и птица»             | Победа       | [ 20 ] [ 21 ]        |
| Награда Национального совета кинокритиков США            | 6 декабря 2023          | «Десять лучших фильмов»                                   | «Мальчик и птица»             | Победа       | [ 23 ]               |
| Премия Общества кинокритиков Бостона                     | 10 декабря 2023         | «Лучший анимационный фильм»                               | «Мальчик и птица»             | Победа       | [ 24 ] [ 25 ]        |
| Премия Ассоциации кинокритиков Лос-Анджелеса             | 10 декабря 2023         | «Лучший анимационный фильм»                               | «Мальчик и птица»             | Победа       | [ 24 ] [ 26 ]        |
| Награда Ассоциации кинокритиков Вашингтона               | 10 декабря 2023         | «Лучший анимационный полнометражный фильм»                | «Мальчик и птица»             | Номинация    | [ 27 ] [ 28 ]        |
| Награда Ассоциации кинокритиков Вашингтона               | 10 декабря 2023         | «Лучшая озвучка»                                          | Масаки Суда                   | Номинация    | [ 27 ] [ 28 ]        |
| Опрос критиков IndieWire                                 | 11 декабря 2023         | «Лучший международный фильм»                              | «Мальчик и птица»             | Третье место | [ 29 ]               |
| Премия Ассоциации кинокритиков Чикаго                    | 12 декабря 2023         | «Лучший анимационный фильм»                               | «Мальчик и птица»             | Победа       | [ 30 ] [ 31 ] [ 32 ] |
| Премия Ассоциации кинокритиков Чикаго                    | 12 декабря 2023         | «Лучший фильм на иностранном языке»                       | «Мальчик и птица»             | Номинация    | [ 30 ] [ 31 ] [ 32 ] |
| Премия Общества кинокритиков Лас-Вегаса                  | 13 декабря 2023         | «Лучший анимационный фильм»                               | «Мальчик и птица»             | Номинация    | [ 33 ]               |
| Премия Ассоциации кинокритиков Сент-Луиса                | 17 декабря 2023         | «Лучший анимационный фильм»                               | «Мальчик и птица»             | Второе место | [ 34 ]               |
| Премия Ассоциации кинокритиков Торонто                   | 17 декабря 2023         | «Лучший анимационный полнометражный фильм»                | «Мальчик и птица»             | Второе место | [ 35 ]               |
| Премия Ассоциации киножурналистов Индианы                | 17 декабря 2023         | «Лучший анимационный фильм»                               | «Мальчик и птица»             | Номинация    | [ 36 ] [ 37 ]        |
| Премия Ассоциации киножурналистов Индианы                | 17 декабря 2023         | «Лучший фильм на иностранном языке»                       | «Мальчик и птица»             | Номинация    | [ 36 ] [ 37 ]        |
| Премия Ассоциации кинокритиков Далласа и Форт-Уэрта      | 18 декабря 2023         | «Лучший анимационный фильм»                               | «Мальчик и птица»             | Победа       | [ 38 ]               |
| Премия Ассоциации кинокритиков Северного Техаса          | 18 декабря 2023         | «Лучший анимационный фильм»                               | «Мальчик и птица»             | Номинация    | [ 39 ]               |
| Премия Общества кинокритиков Сан-Диего                   | 19 декабря 2023         | «Лучший анимационный фильм»                               | «Мальчик и птица»             | Победа       | [ 40 ]               |
| Премия Общества кинокритиков Флориды                     | 21 декабря 2023         | «Лучший фильм»                                            | «Мальчик и птица»             | Победа       | [ 42 ]               |
| Премия Общества кинокритиков Флориды                     | 21 декабря 2023         | «Лучший фильм на иностранном языке»                       | «Мальчик и птица»             | Номинация    | [ 42 ]               |
| Премия Общества кинокритиков Флориды                     | 21 декабря 2023         | «Лучший анимационный фильм»                               | «Мальчик и птица»             | Победа       | [ 42 ]               |
| Премия Общества кинокритиков Флориды                     | 21 декабря 2023         | «Лучшая музыка к фильму»                                  | Дзё Хисаиси                   | Победа       | [ 42 ]               |
| Премия Альянса женщин-киножурналистов                    | 3 января 2024           | «Лучший анимационный фильм»                               | «Мальчик и птица»             | Победа       | [ 43 ]               |
| Премия Общества кинокритиков Оклахомы                    | 3 января 2024           | «10 лучших фильмов»                                       | «Мальчик и птица»             | 9-е место    | [ 44 ]               |
| Премия Ассоциации кинокритиков Джорджии                  | 5 января 2024           | «Лучший анимационный фильм»                               | «Мальчик и птица»             | Второе место | [ 45 ]               |
| Премия Ассоциации кинокритиков Джорджии                  | 5 января 2024           | «Лучший международный фильм»                              | «Мальчик и птица»             | Номинация    | [ 45 ]               |
| Премия «Astra»                                           | 6 января 2024           | «Лучший анимационный полнометражный фильм»                | «Мальчик и птица»             | Номинация    | [ 46 ] [ 47 ]        |
| Премия «Astra»                                           | 6 января 2024           | «Лучший международный режиссёр»                           | Хаяо Миядзаки                 | Победа       | [ 46 ] [ 47 ]        |
| «Золотой глобус»                                         | 7 января 2024           | «Лучший анимационный полнометражный фильм»                | «Мальчик и птица»             | Победа       | [ 50 ] [ 51 ]        |
| «Золотой глобус»                                         | 7 января 2024           | «Лучшая музыка к фильму»                                  | Дзё Хисаиси                   | Номинация    | [ 50 ] [ 51 ]        |
| Премия Общества кинокритиков Сиэтла                      | 8 января 2024           | «Лучший анимационный полнометражный фильм»                | «Мальчик и птица»             | Номинация    | [ 52 ]               |
| Премия Общества кинокритиков Сиэтла                      | 8 января 2024           | «Лучший международный фильм»                              | «Мальчик и птица»             | Номинация    | [ 52 ]               |
| Премия Общества кинокритиков залива Сан-Франциско        | 9 января 2024           | «Лучший анимационный полнометражный фильм»                | «Мальчик и птица»             | Победа       | [ 53 ]               |
| Премия Ассоциации кинокритиков Остина                    | 10 января 2024          | «Лучший анимационный фильм»                               | «Мальчик и птица»             | Номинация    | [ 54 ]               |
| Премия Ассоциации кинокритиков Остина                    | 10 января 2024          | «Лучший международный фильм»                              | «Мальчик и птица»             | Номинация    | [ 54 ]               |
| «Выбор критиков»                                         | 14 января 2024          | «Лучший анимационный полнометражный фильм»                | «Мальчик и птица»             | Номинация    | [ 55 ]               |
| «Майнити»                                                | 19 января 2024          | «Приз имени Нобуро Офудзи»                                | «Мальчик и птица»             | Победа       | [ 56 ]               |
| Премия Общества кинокритиков Хьюстона                    | 22 января 2024          | «Лучший анимационный фильм»                               | «Мальчик и птица»             | Номинация    | [ 57 ]               |
| Премия Общества кинокритиков Хьюстона                    | 22 января 2024          | «Лучший оригинальный саундтрек»                           | Дзё Хисаиси                   | Номинация    | [ 57 ]               |
| Премия Ассоциации онлайн‑кинокритиков                    | 22 января 2024          | «Лучший анимационный фильм»                               | «Мальчик и птица»             | Номинация    | [ 58 ]               |
| Премия ассоциации кинокритиков Лондона                   | 4 февраля 2024          | «Лучший фильм на иностранном языке»                       | «Мальчик и птица»             | Номинация    | [ 59 ]               |
| Премия ассоциации кинокритиков Лондона                   | 4 февраля 2024          | «Анимационный фильм года»                                 | «Мальчик и птица»             | Победа       | [ 59 ]               |
| Премия Гильдии художников-постановщиков США              | 10 февраля 2024         | «Выдающиеся достижения в области дизайна»                 | Ёдзи Такэсигэ                 | Номинация    | [ 60 ]               |
| Премия Международного общества киноманов                 | 11 февраля 2024         | «Лучший фильм»                                            | «Мальчик и птица»             | 15-е место   | [ 61 ]               |
| Премия Международного общества киноманов                 | 11 февраля 2024         | «Лучший анимационный фильм»                               | «Мальчик и птица»             | Победа       | [ 61 ]               |
| Премия Международного общества киноманов                 | 11 февраля 2024         | «Лучшая музыка к фильму»                                  | Дзё Хисаиси                   | Победа       | [ 61 ]               |
| Премия Международного общества киноманов                 | 11 февраля 2024         | «Лучшее звуковое оформление»                              | Кодзи Касамацу                | Номинация    | [ 61 ]               |
| Премия Общества композиторов и авторов текстов           | 13 февраля 2024         | «Лучший оригинальный саундтрек»                           | Дзё Хисаиси                   | Номинация    | [ 62 ]               |
| «Энни»                                                   | 17 февраля 2024         | «Лучший анимационный полнометражный фильм»                | «Мальчик и птица»             | Номинация    | [ 63 ]               |
| «Энни»                                                   | 17 февраля 2024         | «Лучшая режиссура в анимационном полнометражном фильме»   | Хаяо Миядзаки                 | Номинация    | [ 63 ]               |
| «Энни»                                                   | 17 февраля 2024         | «Лучшая раскадровка в анимационном полнометражном фильме» | Хаяо Миядзаки                 | Победа       | [ 63 ]               |
| «Энни»                                                   | 17 февраля 2024         | «Лучший сценарий в анимационном полнометражном фильме»    | Хаяо Миядзаки                 | Номинация    | [ 63 ]               |
| «Энни»                                                   | 17 февраля 2024         | «Выдающиеся достижения в области анимации персонажей»     | Такэси Хонда                  | Победа       | [ 63 ]               |
| «Энни»                                                   | 17 февраля 2024         | «Лучшая музыка в анимационном полнометражном фильме»      | Дзё Хисаиси                   | Номинация    | [ 63 ]               |
| «Энни»                                                   | 17 февраля 2024         | «Выдающиеся достижения в области дизайна»                 | Ёдзи Такэсигэ                 | Номинация    | [ 63 ]               |
| BAFTA                                                    | 18 февраля 2024         | «Лучший анимационный фильм»                               | Хаяо Миядзаки и Тосио Судзуки | Победа       | [ 64 ]               |
| Премия Международной ассоциации киномузыкальных критиков | 22 февраля 2024         | «Музыка года к фильму»                                    | Дзё Хисаиси                   | Номинация    | [ 65 ] [ 66 ]        |
| Премия Международной ассоциации киномузыкальных критиков | 22 февраля 2024         | «Лучшая оригинальная музыка к анимационному фильму»       | Дзё Хисаиси                   | Победа       | [ 65 ] [ 66 ]        |
| Премия Гильдии продюсеров США                            | 25 февраля 2024         | «Лучший анимационный фильм»                               | «Мальчик и птица»             | Номинация    | [ 67 ]               |
| «Дориан»                                                 | 26 февраля 2024         | «Неанглоязычный фильм года»                               | «Мальчик и птица»             | Номинация    | [ 68 ]               |
| «Дориан»                                                 | 26 февраля 2024         | «Анимационный фильм года»                                 | «Мальчик и птица»             | Победа       | [ 68 ]               |
| «Дориан»                                                 | 26 февраля 2024         | «Музыка года к фильму»                                    | Дзё Хисаиси                   | Номинация    | [ 68 ]               |
| Премия Cinema Audio Society                              | 2 марта 2024            | «Выдающиеся достижения в области микширования звука»      | Кодзи Касамацу                | Номинация    | [ 69 ]               |
| «Спутник»                                                | 3 марта 2024            | «Лучший анимационный фильм»                               | «Мальчик и птица»             | Победа       | [ 70 ] [ 71 ]        |
| Премия Японской киноакадемии                             | 8 марта 2024            | «Лучший анимационный фильм года»                          | «Мальчик и птица»             | Победа       | [ 72 ]               |
| «Оскар»                                                  | 10 марта 2024           | «Лучший анимационный полнометражный фильм»                | Хаяо Миядзаки и Тосио Судзуки | Победа       | [ 73 ] [ 74 ]        |
| Суперпремия «Выбор критиков»                             | 4 апреля 2024           | «Лучший научно-фантастический фильм или фэнтези»          | «Мальчик и птица»             | Номинация    | [ 75 ]               |

## Комментарии
1. ↑  Даты вручения наград и проставления номинаций указаны в хронологическом порядке.
2. ↑  Совместно с фильмами «Барби», «Феррари», «Оставленные», «Стальная хватка», «Маэстро», «Оппенгеймер», «Прошлые жизни» и «Бедные-несчастные»[22].
3. ↑  «Мальчик и птица» стал первым анимационным фильмом в истории Ассоциации кинокритиков Флориды, получившим главную награду[41].
4. ↑  После получения премии «Золотой глобус» за лучший анимационный полнометражный фильм Тосио Судзуки выпустил заявление, где выразил надежду на то, что эта новость хотя бы немного порадует людей на фоне сильного землетрясения в Японском море[48]; «Мальчик и птица» стал первым неанглоязычным анимационным фильмом, получившим «Золотой глобус»[49].
5. ↑  «Мальчик и птица» стал первым неанглоязычным фильмом, номинированным на премию BAFTA в данной категории и первым получившим её[17].